# Cap Blanc (Tunisie)
Pour les articles homonymes, voir cap Blanc.
Le cap Blanc (arabe : الرأس الأبيض) est un cap du nord de la Tunisie. Souvent considéré à tort comme le point le plus au nord du continent africain, ce titre revient en réalité au cap Angela, désigné comme tel en 2014.

## Situation géographique
Situé sur la côte nord de la Tunisie, à une dizaine de kilomètres de Bizerte, il ouvre la baie de Bizerte dont l'accès est éclairé par le phare de l'île Cani.
La zone du cap Blanc est en fait constituée de deux promontoires qui s'avancent en direction du nord. Le cap Blanc sensu stricto est le promontoire le plus occidental et aussi le plus élevé (102 mètres). Il mesure 400 mètres de long sur cinquante mètres de large. Le second rocher, plus à l'est, est plus massif mais moins élevé. En ce qui concerne les deux promontoires, ce sont les falaises qui se font face, les falaises internes, qui sont les plus élevées (environ cent mètres de haut) alors que les falaises externes n'atteignent que 50 mètres pour le promontoire occidental et 25 mètres pour le promontoire oriental.

## Origine géologique
La dissymétrie des promontoires est due à l'origine de sa structure géologique : il s'agit en fait d'un pli anticlinal de direction nord-sud qui a été éventré par l'érosion marine et dont il ne subsiste plus que les flancs. Ce pli, érodé au nord par la mer, se prolonge au sud jusqu'au djebel Nador, où le contact se fait par le biais d'une faille inverse chevauchante.
La couche supérieure du pli est constituée de calcaires de l'époque éocène, surmontant d'épaisses couches de marnes plus tendres, datant de la fin du Crétacé et du début de l'Éocène. Ces marnes, qui constituaient le cœur de l'anticlinal, ont été plus facilement dégagées par l'érosion, provoquant ainsi l'éventration du pli.
Les calcaires de l'Éocène, qui ont acquis une patine grise dans l'arrière-pays de Bizerte, sont ici rafraîchis par l'érosion et ont conservé une blancheur qui a donné son nom au cap. Ils contiennent par endroits de gros silex noirs pouvant atteindre un mètre de longueur.